# Научно-исследовательский институт неотложной детской хирургии и травматологии
Научно-исследовательский институт неотложной детской хирургии и травматологии (сокр. НИИ НДХиТ) — центральное научно-практическое учреждение здравоохранения, осуществляющее диагностическую, лечебную и консультативную помощь детскому населению города Москвы и Московской области с неотложной хирургической, травматологической и нейрохирургической патологией.

## История
15 октября 1896 года была открыта больница по адресу: улица Малая Якиманка, дом 17. Здание приобретено на деньги Иверской общиной сестер милосердия Российского общества Красного Креста. Сначала было две палаты и 6 мест на каждую, в 1897 году произошёл ремонт и появилось 16 мест, в 1901 году добавился двухэтажный корпус. В начале XX века директор И. П. Алексинский, главный невропатолог В. А. Гиляровский, главный детский врач А. В. Гроссман.
Краткая хронология по годам:

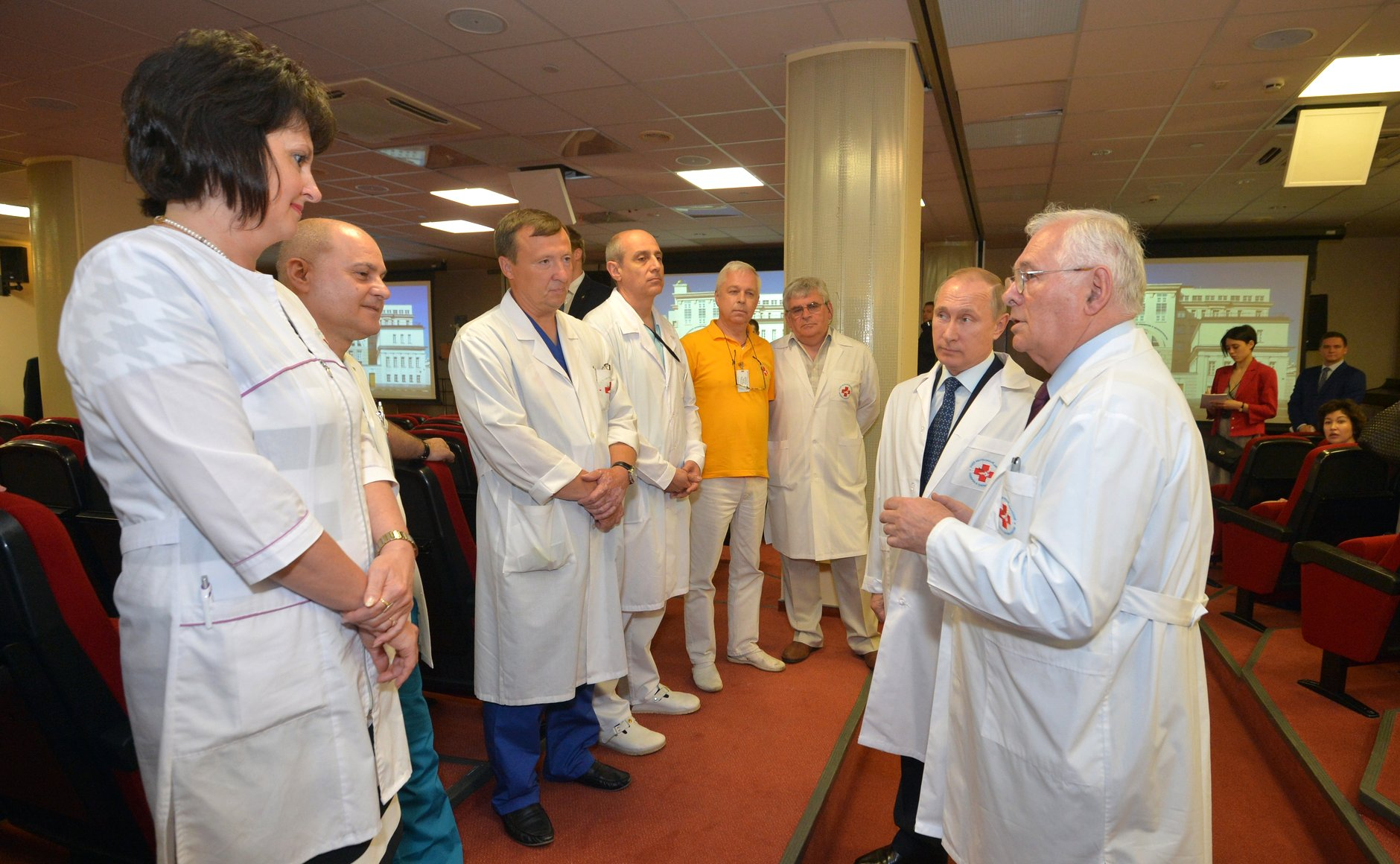
В. В. Путин с сотрудниками НИИ, 2015 г.

- 1911 — З. Г. Морозов подарил 80 тысяч рублей. На эти деньги построены два корпуса. Также в распоряжение лечебницы добавились рентгеновский кабинет и лаборатория.
- 1912—1917 — некоторые врачи направлены для лечения раненых в Сербскую войну в отряд Бабасинова.
- 1914 — организован госпиталь. 1 полевой лазарет и два мобильных.
- 1918 — переименован в Госпиталь 4-й пехотной дивизии.
- 1919 — размещена Городская больница.
- 1924 — создан отдел для детей.
- 1934 — получен статус детской больницы. Главный врач Я. С. Шипотовский. Старший хирург и основатель НИИ — Н. Г. Дамье. До 1941 года в штате: 14 хирургов, невропатолог, рентгенолог, диетолог, судмед эксперт. К октябрю 1941 года в штате: 2 хирурга, невропатолог, рентгенолог, прозектор.
- 1963 — расширение больницы до 165 мест. Главный врач М. К. Бухрашвили.
- 1971 — директор Е. И. Финкельсон.
- 1982 — размещение отделения неотложной хирургии и травматологии детского возраста НИИ педиатрии НЦЗД РАМН. Директор Л. М. Рошаль.

В 2003 году на основе детской городской клинической больницы № 20 имени К. А. Тимирязева создан Научно-исследовательский институт неотложной детской хирургии и травматологии. Возведён новый корпус больницы.
В 2010 году завершена реконструкция зданий. Был отреставрирован дом Четвериковых, где разместился кабинет Леонида Рошаля. Также было отреставрировано здание бывшей усадьбы Ф. И. Шкарина — И. Ф. Якобсона, непосредственно к стене которого был пристроен новый корпус.

### Архитектура

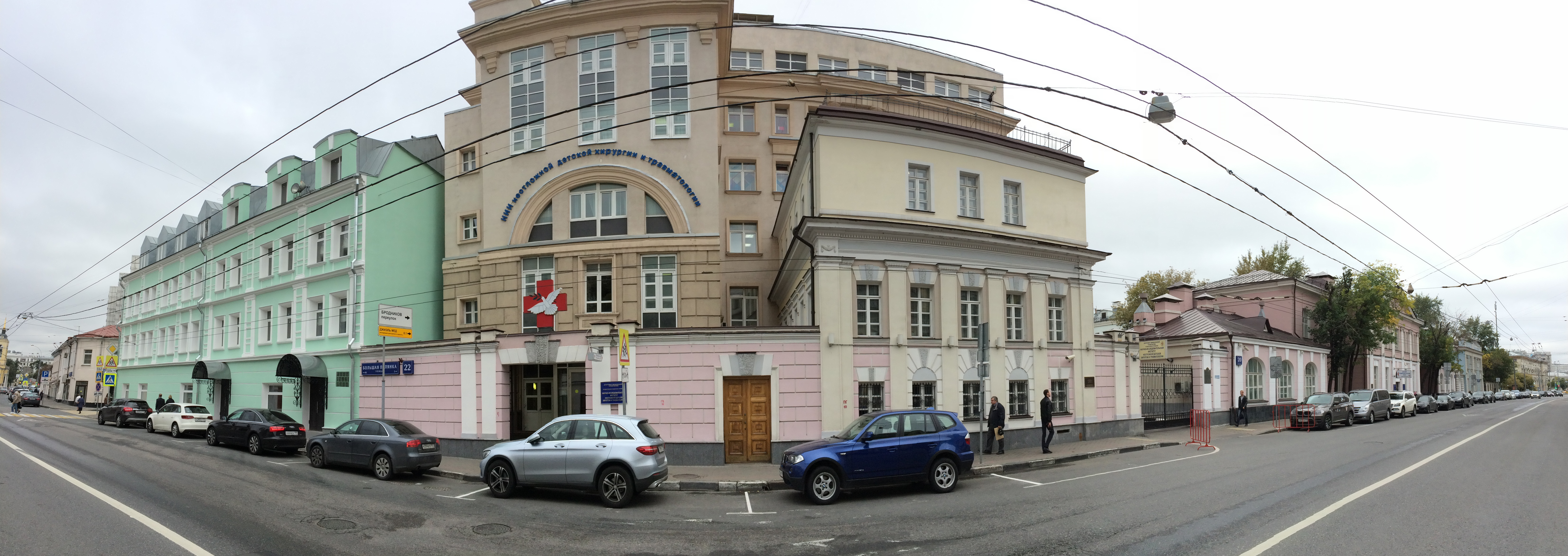
Здания Института на улице Большая Полянка

В 1901 году — архитектор И. Е. Бондаренко.
В 1911 году — архитектор Д. М. Челищев.

## Современная структура
Основные лечебные отделы:
- Травматология и медицина катастроф
- Нейрохирургия и нейротравмы
- Гнойная хирургия
- Хирургия

Прочие подразделения:
- Окружной детский травматологический пункт
- Приемное отделение
- Отделение анестезиологии — реанимации
- Операционное отделение
- Отдел функциональной диагностики
- Консультативно-диагностическое отделение
- Клинико-диагностическая лаборатория
- Отдел лучевых методов диагностики
- Отделение клинической патофизиологии
- Учебно-клинический отдел
- Научно-медицинская библиотека
- Отдел реабилитации
- Отделение ЛФК, механо-, кинезотерапии
- Отделение психолого-педагогической помощи
- Отделение физиотерапии
- Отделение гипербарооксигенотерапии (ГБО)
- Эндоскопическая служба

## Обучение
При НИИ есть ординатура и аспирантура, обучение проводится по специальностям:
- Детская хирургия
- Анестезиология-реаниматология
- Нейрохирургия